# Ocimum gratissimum
Ocimum gratissimum, popularmente conhecida como alfavacão, alfavaca-cravo, atroveram, manjericão-aniz, manjericão-cheiroso ou simplesmente alfavaca ou manjericão, é uma espécie do gênero Ocimum, provavelmente originária da Índia e subespontânea em todo o Brasil. Atenção pois outras espécies de plantas (do gênero Ocimum) também são chamadas popularmente de "manjericão" ou "alfavaca".

## Usos medicinais
O óleo essencial de Ocimum gratissimum contém 70-80% de eugenol (Gupta, 1994; Lorenzi & Matos, 2002), sendo importante a para a produção comercial de eugenol na Índia, onde vem sendo cultivada. A planta mostra alguma evidência de atividade antibacteriana, sendo bastante utilizada na medicina, indústria e agricultura em função das propriedades antifúngica, antibacteriana, antidiarreica, hipoglicemiante e anti-inflamatória. Apresenta ainda, ação antisséptica local, sendo utilizada como aromatizante bucal.
Estudos apontam que podem ocorrer variações drásticas na composição química do óleo essencial, quando a planta é coletada em diferentes horários, na região equatorial, especificamente na cidade de Fortaleza, capital do Ceará no Brasil. Nessa localidade, a concentração de eugenol pode variar de 98% quando a coleta é realizada ao meio dia, para aproximadamente 11%, se a coleta da espécie for realizada no final da tarde, aproximadamente às 17h:00min.
Testes em cobaias provaram que o óleo essencial relaxa os músculos do intestino delgado, de acordo com o uso tradicional da planta para o tratamento de distúrbios gastrointestinais e do trato urinário. O banho preparado com as folhas é usado externamente para combater qualquer tipo de micose. O xarope das folhas com mel é usado contra tosses, dores de cabeça e bronquites. A decocção das raízes é usada contra diarreias, distúrbios do estômago, dores de cabeça e como sedativo para crianças. O xarope preparado com as raízes é indicado contra tosses e dores de cabeça.

## Uso culinário
É uma planta com diversas aplicações na área da culinária, é utilizada em molhos de macarrão, pizzas e temperos para churrascos. Os ramos ainda verdes são usados em saladas, ou, secos,  como condimento.